# بوستر پمپ

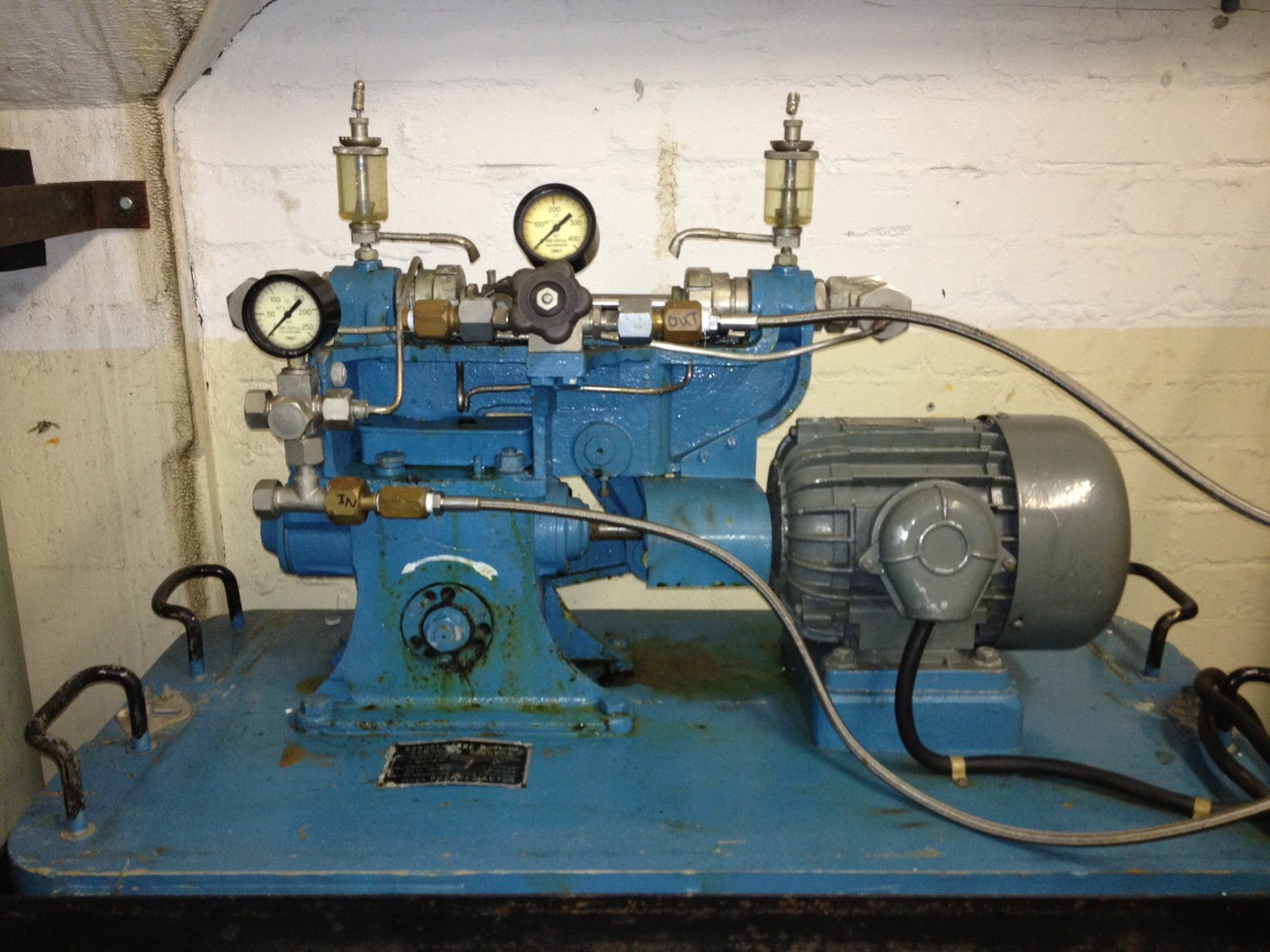
نمایی از بوستر پمپ اکسیژن روسی

بوستر پمپ دستگاهی است که از مجموعه‌ای از چند پمپ آب که به صورت موازی به یکدیگر متصل شده‌اند، ساخته شده‌است. کاربرد اصلی بوستر پمپ در واقع شبیه پمپ آب است با این تفاوت که چون از چند پمپ آب در آن استفاده می‌شود با فشار بیشتری آب را منتقل می‌کند و می‌تواند آب را به ارتفاع‌های بالاتر برساند. بوستر پمپ دارای انواع مختلف مانند بوستر پمپ آبرسانی، آتش‌نشانی و آبیاری است که معمولاً در ساختمان‌های بلند، فروشگاه‌های زنجیره‌ای، پاساژها، باغات و زمین‌های کشاورزی بزرگ و در سیستم‌های آتش‌نشانی مورد استفاده قرار می‌گیرد.